# Discover America
Discover America è il secondo album di Van Dyke Parks, pubblicato dalla Warner Bros. Records nel 1972. 

## Tracce
Brani composti da Van Dyke Parks, eccetto dove indicato.
Lato A
1. Jack Palance – 0:57
2. Introduction – 0:27 (Samuel Alter)
3. Bing Crosby – 3:00
4. Steelband Music – 2:11
5. The Four Mills Brothers – 1:28
6. Be Careful – 2:50
7. John Johnes – 3:10
8. FDR in Trinidad – 2:26 (Fritz McLean)
9. Sweet Trinidad – 0:55

Lato B
1. Occapella – 3:11 (Allen Toussaint)
2. Sailin' Shoes – 2:10 (Lowell George)
3. Riverboat – 3:03 (Allen Toussaint)
4. Ode to Tobago – 5:15
5. Your Own Comes First – 3:25
6. G-Man Hoover – 2:55
7. Stars and Stripes Forever – 1:00 (John Philip Sousa)

Edizione CD del 1999, pubblicato dalla Rykodisc Records (RCD 10453)
Brani composti da Van Dyke Parks, eccetto dove indicato.
1. Jack Palance – 0:59
2. Introduction – 0:26 (Samuel Alter)
3. Bing Crosby – 2:23
4. Steelband Music – 2:10
5. The Four Mills Brothers – 1:28
6. Be Careful – 2:49
7. John Jones – 3:12
8. FDR in Trinidad – 2:28
9. Sweet Trinidad – 0:57
10. Occapella – 2:43 (Allen Toussaint)
11. Sailin' Shoes – 2:11 (Lowell George)
12. Riverboat – 3:04 (Allen Toussaint)
13. Ode to Tobago – 5:16
14. Your Own Comes First – 3:25
15. G-Man Hoover – 2:58
16. Stars & Stripes Forever – 0:59
17. Out on the Rolling Sea Where Jesus Speaks to Me – 2:27 (Brano tradizionale, arrangiamento di Joseph Spence) – Bonus Track

- Brano #17 originariamente pubblicato nel 1970 solo come singolo (Warner Bros., Single B-Side, 7409)[4]

## Musicisti
- Van Dyke Parks - tastiere, pianoforte, sintetizzatore, voce
- Kenrick Headley - direttore musicale (brano: Steelband Music)
- Gordon Marron - direttore musicale (brano: The Four Mills Brothers)
- Gordon Marron - direttore strumenti ad arco (brani: Sweet Trinidad e Ode to Tobago)
- Gordon Marron - violino
- Fred Myrow - direttore musicale (brani: John Johnes, Riverboat e Ode to Tobago)
- Lowell George - direttore musicale (brano: FDR in Trinidad)
- Michael Allsup - direttore musicale (brano: Sweet Trinidad)
- Kirby Johnson - direttore musicale (brani: Occapella, Sailin' Shoes e G-Man Hoover)
- Bob Thompson - direttore musicale (brano: Your Own Comes First)
- Laurindo Almeida - chitarra
- Lowell George - chitarra
- George Fields - armonica
- Kenrick Headley - pianoforte
- Roy Estrada - basso elettrico
- Charles Berghofer - contrabbasso
- Al McKibbon - contrabbasso
- Buell Neidlinger - contrabbasso
- Jim Gordon - batteria
- Richie Hayward - batteria
- Milt Holland - percussioni
- John Bergamo - percussioni
- Gary Coleman - percussioni
- Karen Ervin - percussioni
- Murray Adler - violino
- Israel Baker - violino
- Bonnie Douglas - violino
- Paul Shure - violino
- Myra Kestenbaum - viola
- Norman Botnick - viola
- Dan Neufeld - viola
- Frederick Seykora - violoncello
- Anne Goodman - violoncello
- Jesse Ehrlich - violoncello
- Jerry Kessler - violoncello
- John Audino - tromba
- Malcolm McNab - tromba
- Tony Terran - tromba
- Jeffrey Reynolds - trombone
- Lew McCreary - trombone
- Jay Migliori - sassofono
- Tom Scott - sassofono
- Roger Bobo - tuba
- Gayle Levant - arpa
- The (Esso) Trinidad (Tripoli) Steelband
- Gloria Jones and Company - accompagnamento vocale, cori
- Garvin Adams - ?
- Dennis Smith - ?[3][5]